# Fanatics
Fanatics er en amerikansk stumfilm fra 1917 af Raymond Wells.

## Medvirkende
- Adda Gleason som Mary Lathrop
- J. Barney Sherry som Nicholas Eyre
- William V. Mong som Hugh Groesbeck
- Don Fuller som Robert Lathrop
- Olga Grey som Lola Monroe